# 法的確信
法的確信（ほうてきかくしん、羅：opinio juris sive necessitatis）とは、通説によれば国際慣習法の成立要件の一つ。法的信念、必要信念とも呼ばれる。国家による行為（国家実行）が国際法上の義務として行われているという認識のこと。法的確信がない国家実行は反復されても国際慣習法を形成しない。

## 国際礼譲
法的確信がない国家実行が反復される例として国際礼譲がある。例えば、「軍艦に対する礼砲」は儀礼として行われているものであり、国際法で定められた義務として行っているわけではないので、国際慣習法とは区別されている。ただし、当初は法的確信がなく儀礼として行われている行為であっても、後に諸国家が法的確信のもとに国家実行を反復すれば国際慣習法の成立要件を満たす為、国際慣習法となりえる。